# St. Mariä Himmelfahrt (Weidesheim)

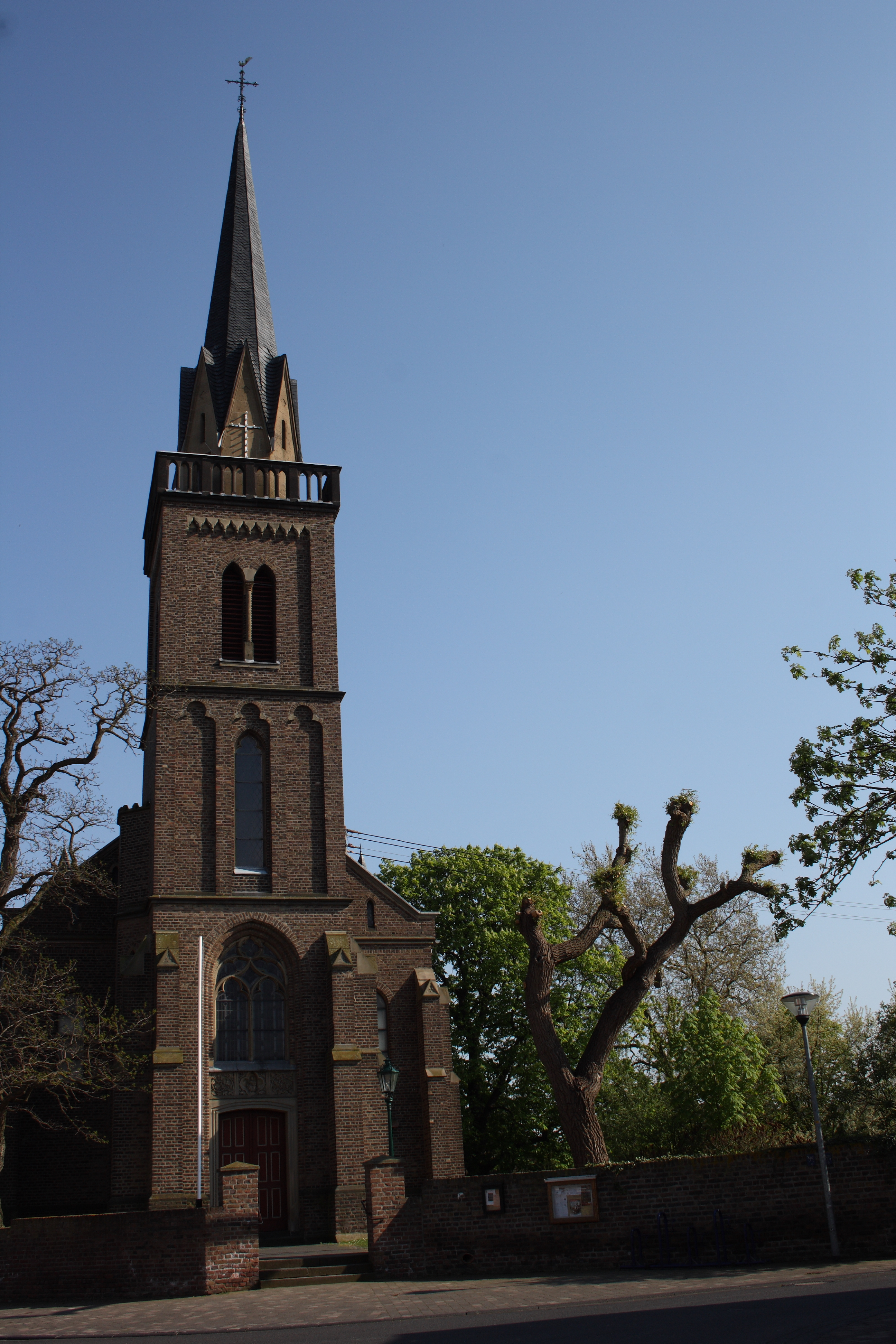
Kirche Mariä Himmelfahrt in Weidesheim

Die römisch-katholische Pfarrkirche Mariä Himmelfahrt in Weidesheim, einem Stadtteil von Euskirchen im Kreis Euskirchen in Nordrhein-Westfalen, wurde von 1874 bis 1876 errichtet. Die Kirche steht als Baudenkmal unter Denkmalschutz.

## Geschichte
Die Pfarrei Weidesheim wird erstmals 1316 genannt. Am 9. März 1855 erhielt die Pfarrei durch Testament den Nachlass von der Witwe Elisabeth Stockem geb. Vendel (1772–1855) zur Errichtung einer neuen Kirche, weil Elisabeth Stockem bei der Erneuerung der Haustreppe einen größeren Geldbetrag gefunden hatte, der in einer Holzschachtel in der alten Treppe versteckt lag. Weil Elisabeth Stockem meinte, dass dieser Fund nur Gott gehören könne, vermachte sie der Kirchengemeinde diesen Geldbetrag und einiges sonstiges Hab und Gut. Somit verfügte die Kirchengemeinde 1855 über ca. 8.000 Taler, die aber zum Kirchenbau nicht reichten. Deshalb legte man den Betrag an, bis man 1874 über 17.000 Taler verfügte. Dadurch konnte man den Kölner Dombaumeister Vinzenz Statz mit der Planung eines Kirchenneubaus beauftragen, der aufwändig und für den kleinen Ort außergewöhnlich ist. Am 1. August 1874 fand die Grundsteinlegung statt. Jean Statz – Sohn von Vinzenz Statz – übernahm die Bauleitung. Am 10. Dezember 1876 wurde die Kirche durch Pfarrer Peter Mombartz benediziert. Durch den damals in Preußen herrschenden Kulturkampf wurde die Kirche erst am 17. September 1895 von Weihbischof Antonius Fischer konsekriert.

## Architektur
Die vierjochige, dreischiffige Hallenkirche aus Backstein-Mauerwerk wurde gemäß dem Geschmack der Zeit im neugotischen Stil gebaut. Sie besitzt einen eingezogenen, dreiseitig geschlossenen Chor, an beiden Seiten sind Sakristeien angebaut.

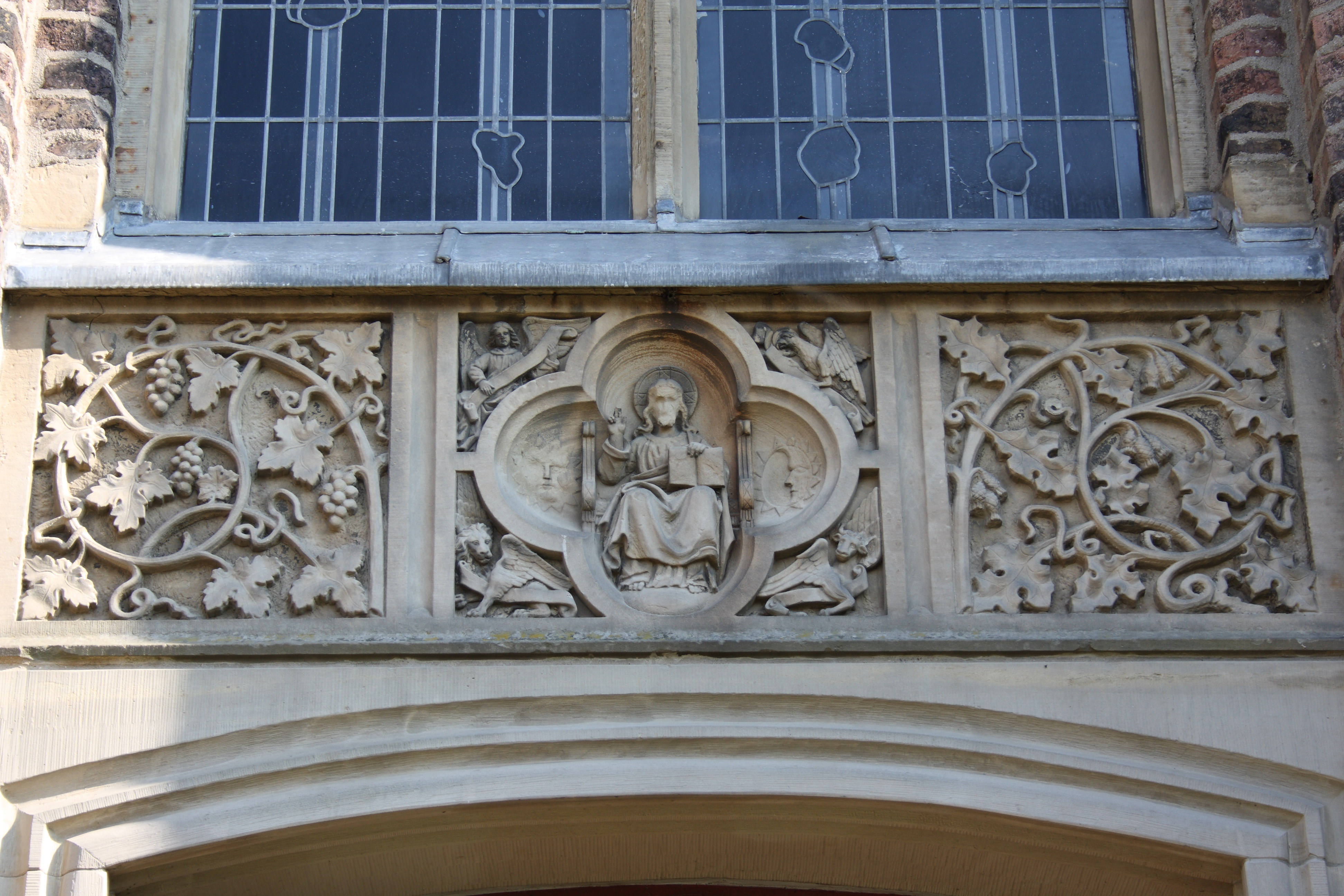
Relief über dem Portal

Der viergeschossige Westturm mit Ecklisenen und profilierten Gesimsen besitzt einen Spitzbogenfries im Obergeschoss. Das Glockengeschoss hat schlanke, spitzbogige und gekuppelte Klangarkaden und schließt mit einem spitzen, achtseitigen Helm.
Zweibahnige, spitzbogige Maßwerkfenster mit Sandsteingewänden erleuchten den Kirchenraum. Schlanke, einmal abgetreppte Strebepfeiler und ein profiliertes Traufgesims gliedern die Außenwände. Das Satteldach ist mit Schiefer gedeckt.
Über dem Portal an der Westseite wird Jesus in einem Vierpass als Pantokrator dargestellt. Die Evangelistensymbole umgeben ihn.
Das Kreuzrippengewölbe des Kirchenraums ruht auf schlanken Säulen mit Blattkapitellen. Der spitzbogige Triumphbogen verbindet das Kirchenschiff mit dem ebenfalls kreuzrippengewölbten Chor.
Bei der Renovierung vor 1969 wurden auch ein neuer Altar, ein Ambo und eine Sakramentstele von Olaf Höhnen geschaffen, außerdem wurden neue Bleiglasfenster von Paul Weigmann im Chor eingebaut.

## Ausstattung
Die wertvollste Figur der Kirche ist eine Madonna mit Kind, die um 1440 in Köln gefertigt wurde. Das Altarkreuz ist aus der Zeit um 1600.

## Orgel
Die Orgel aus der Aachener Orgelbauwerkstatt von Karl Bach wurde 1935 eingebaut. Sie ist in zwei Teilen auf der Orgelempore aufgestellt, so dass der Blick auf das dahinterliegende Westfenster frei bleibt. Das Instrument hat 13 Register auf zwei Manualen und Pedal. Die Trakturen sind pneumatisch.
| I Hauptwerk C–g3 |             |    |
| 1.               | Principal   | 8′ |
| 2.               | Offenflöte  | 8′ |
| 3.               | Nachthorn   | 4′ |
| 4.               | Octave      | 2′ |
| 5.               | Mixtur III  |    |
| 6.               | Fagott-Oboe | 8′ |

| II Oberwerk C–g3 |                |    |
| 7.               | Celloprincipal | 8′ |
| 8.               | Salicional     | 8′ |
| 9.               | Gedackt        | 8′ |
| 10.              | Praestant      | 4′ |
|                  | Tremulant      |    |

| Pedalwerk C–d1 |           |     |
| 11.            | Subbass   | 16′ |
| 12.            | Zartbass  | 16′ |
| 13.            | Cellobass | 8′  |

- Koppeln: II/I (auch als Sub- und Superoktavkoppel), II/II (Superoktavkoppel), I/P, II/P.